# Claire Rayner
Pour les articles homonymes, voir Rayner.
Claire Rayner OBE, née Claire Berenice Chetwynd le 22 janvier 1931 à Londres, en Angleterre, et morte le 11 octobre 2010 à Harrow, dans le Grand Londres, est une infirmière et une femme de lettres britannique, auteure de plusieurs romans policiers et ouvrages médicaux.

## Biographie
Claire Rayner est élève à la City of London School for Girls. Elle fait des études d'infirmière et de sage-femme, puis se consacre à des travaux de recherche. Elle publie de nombreux ouvrages sur la santé et l'action sociale qui lui valent plusieurs récompenses, dont officier de l'Ordre de l'Empire britannique remise par la Reine Élisabeth II pour « services rendus aux femmes et à la santé ».
En 1967, elle publie son premier roman, The House on the Fen. En 1993, avec Petits meurtres à l'hôpital (First Blood), elle amorce une série de romans policiers consacrée à l'héroïne George Barnabas, femme médecin légiste et experte auprès des tribunaux londoniens qui « observe d'un œil critique l'évolution du système de santé britannique et les méfaits du libéralisme ». Ces ouvrages sont « d'une grande qualité ».

## Œuvre

### Romans

#### SériePerformers
- Gower Street (1973) Publié en français sous le titre Gower Street, traduit par France-Marie Watkins, Paris, Fayard (1975)  (ISBN 2-213-00209-6)
- The Haymarket (1974) Publié en français sous le titre Haymarket, traduit par France-Marie Watkins, Paris, Fayard (1977)  (ISBN 2-213-00424-2)
- Paddington Green (1975)
- Soho Square (1976)
- Bedford Row (1977)
- Long Acre (1978)
- Charing Cross (1979)
- The Strand (1980)
- Chelsea Reach (1982)
- Shaftsbury Avenue (1988)
- Piccadilly (1985)
- Seven Dials (1986)

#### SériePoppy Chronicles
- Jubilee (1987)
- Flanders (1988)
- Flapper (1989)
- Blitz (1990)
- Festival (1988)
- Sixties (1988)

#### SérieGeorge Barnabas
- First Blood (1993) Publié en français sous le titre Petits meurtres à l'hôpital, Paris, Liana Levi, coll. « À corps et à crime » (1997)  (ISBN 2-86746-177-4) ; réédition, Paris, LGF, coll. « le Livre de poche » no 18202 (2001)  (ISBN 2-253-18202-8)
- Second Opinion (1994) Publié en français sous le titre Nursery blues, Paris, Liana Levi, coll. « À corps et à crime » (1998)  (ISBN 2-86746-189-8)
- Third Degree (1995) Publié en français sous le titre Médicalement vôtre, Paris, Liana Levi, coll. « À corps et à crime » (1999)  (ISBN 2-86746-211-8) ; réédition, Paris, LGF, coll. « le Livre de poche » no 18235 (2003)  (ISBN 2-253-18235-4)
- Fourth Attempt (1996)
- Fifth Member (1997) Publié en français sous le titre Alors, docteur ?, Paris, Liana Levi, coll. « À corps et à crime » (2001)  (ISBN 2-86746-266-5)

#### SérieQuentin Quartet
- London Lodgings (1994)
- Paying Guests (1995)

#### Autres romans
- The House on the Fen (1967)
- Lady Mislaid (1968)
- Death on the Table (1969)
- The Meddlers (1970) (autre titre The Baby Factory)
- A Time to Heal (1972)
- The Burning Summer (1972)
- Reprise (1980)
- The Running Years (1981)
- Trafalgar Square (1982)
- The Enduring Years (1982)
- Family Chorus (1985)
- The Virus Man (1985)
- Sisters (1986)
- Lunching at Laura's (1986)
- Woman (1986)
- Maddie (1988)
- Children's Ward, the Lonely One, Private Wing (1989)
- Starch of Aprons (1990)
- Postscripts (1991)
- Dangerous Things (1993)
- The Final Year (1993)
- Cottage Hospital (1993)
- Company (1993)
- The Doctors of Downlands (1994)
- Nurse in the Sun (1994)
- The Lonely One (1995)
- Children's Ward (1995)
- The Private Wing (1996)
- The Legacy (1997)
- The Inheritance (1998)
- The Hive (2010)
- Clinical Judgments (2010)
- Shilling a Pound Pears (2010)

### Autres ouvrages
- What Happens in Hospital (1963)
- Essentials of Outpatient Nursing (1967)
- For Children (1967)
- Housework the Easy Way (1967)
- One Hundred and One Facts an Expectant Mother Should Know (1967)
- One Hundred and One Key Facts on Baby Care (1967)
- Shall I be a Nurse? (1967)
- Parent's Guide to Sex Education (1968)
- People in Love: Modern Guide to Sex in Marriage (1968)
- Woman's Medical Dictionary (1971)
- About Sex (1972)
- When to Call the Doctor: What to Do Whilst Waiting (1972)
- Child Care (1973)
- Shy Person's Book (1973)
- Where Do I Come from?: Answers to a Child's Questions About Sex (1974)
- ITV's Kitchen Garden (1976) (coécrit avec Keith Fordyce)
- Atlas of the Body and Mind (1976) Publié en français sous le titre Atlas de l'homme..., Paris, Éditions Robert Laffont (1978)  (ISBN 2-221-50007-5)
- Claire Rayner Answers Your 100 Questions on Pregnancy (1977)
- Family Feelings: Understanding Your Child from 0 to 5 (1977)
- Body Book (1978) Publié en français sous le titre Le Corps humain, Paris, Éditions du Seuil (1982)  (ISBN 2-02-006230-5)
- ITV's Greenhouse Gardening (1979) (coécrit avec Keith Fordyce)
- Related to Sex: Talking About Sexual Feelings within Your Family (1979)
- Everything Your Doctor Would Tell You If He Had the Time (1980)
- Baby and Young Child Care: A Practical Guide to Parents of Children Aged 0-5 Years (1981)
- Marriage Guide (1984)
- Growing Pains and How to Avoid Them (1984)
- Claire Rayner's Lifeguide: A Commonsense Approach to Modern Living (1985)
- The Getting Better Book (1985) Publié en français sous le titre Grandir en bonne santé, Paris, Éditions du Seuil (1986)  (ISBN 2-02-009073-2)
- When I Grow Up (1986)
- Safe Sex (1987)
- The Don't Spoil Your Body Book (1989)
- Clinical Judgements (1989)
- Life and Love and Everything (1993)
- Grandparenting Today: Making the Most of Your Grandparenting Skills With Grandchildren of All Ages (1997)
- How Did I Get Here from There? (2003)

## Sources
: document utilisé comme source pour la rédaction de cet article.
- Claude Mesplède (dir.), Dictionnaire des littératures policières, vol. 2 : J - Z, Nantes, Joseph K, coll. « Temps noir », 2007, 1086 p. (ISBN 978-2-910-68645-1, OCLC 315873361), p. 628-629.